# UBC Thunderbirds
UBC Thunderbirds är University of British Columbias universitetslag. 
De har lag i: amerikansk(?) fotboll (h), baseball (h), basket (d/h), fotboll (d/h), friidrott (d/h), golf (d/h), ishockey (d/h), landhockey (d/h), rodd (d/h), rugby (d/h), simning (d/h), softball (d), terränglöpning (d/h) och volleyboll (d/h). Alla lag spelar inte i U Sports i Kanada, utan en del spelar istället i National Association of Intercollegiate Athletics i USA.